# ウォレスノコギリクワガタ
ウォレスノコギリクワガタ (Prosopocoilus wallacei) は、昆虫綱甲虫目クワガタムシ科ノコギリクワガタ属に分類されるクワガタ。

## 分布
インドネシア(ハルマヘラ島・セラム島)など

## 形態
体長は、オスが37.1㎜ー74.0㎜飼育下76.8㎜(2011年)で、メスが29.2mmー37mm飼育下40.0㎜(2010年)。ノコギリクワガタの中ではがっしりとした体型をもつ種類。体色は黒に近い深みのある褐色で、オスは鈍い光沢を持つのに対し、メスは強い光沢を持つ。また前翅の縁にクリーム色の細い線が現れる。ビソンノコギリクワガタと似ているが本種オスは大顎の付け根に内歯を持たない。

## 生態
主に樹液に集まり、灯火にも飛来する。ノコギリクワガタ属の例に漏れず凶暴であるため、雌を殺してしまう事がある。また、近縁種であり、同じく太めな体型のハスタートノコギリクワガタや、ラフェルトノコギリクワガタと並び、ノコギリクワガタ類の中でも樹皮に掴まる力が強い。
幼虫は成虫になるまで、1年前後かかる。

## 飼育
比較的、周囲の環境変化にも強く、ペットとして生きた虫の状態でも流通している。